# Olympische Sommerspiele 2024/Radsport – BMX-Freestyle (Frauen)
Der Frauenwettbewerb im BMX-Freestyle bei den Olympischen Spielen 2024 in Paris fand am 30. und 31. Juli statt. Er wurde nach den Regeln für die Freestyle-Variante Park ausgetragen. Wettkampfstätte war eine eigens dafür gebaute Anlage in der Stadtmitte von Paris auf dem Place de la Concorde.

## Titelträger
| Olympiasieger | Charlotte Worthington | Tokio 2020   |
| Weltmeister   | Hannah Roberts        | Glasgow 2023 |

## Ablauf
Die Qualifikation für diesen Wettbewerb richtete sich nach der neu geschaffenen Olympischen Qualifikationsserie sowie den Ergebnissen der Urban-Cycling-Weltmeisterschaften 2022 und 2023.
Der Wettkampf begann am 30. Juli mit der so genannten Qualifikation, in der alle 12 Fahrerinnen antraten. Die besten neun bestritten am folgenden Tag das Finale. In der Qualifikation wie im Finale hatte jede Fahrerin zwei Versuche, die mit einer Punktzahl zwischen 0 und 100 bewertet wurden. In der Qualifikation zählte das Mittel beider Versuche, im Finale der bessere.
Die Olympiasiegerin von Tokio, Charlotte Worthington schied in der Qualifikation aus, ebenso wie die Vertreterinnen Deutschlands und der Schweiz, Lea Müller und Nikita Ducarroz.
Im ersten Lauf des Finals stürzten mit Sun Jiaqi und Hannah Roberts zwei der Favoritinnen gegen Ende ihrer Vorstellung; Sun setzte bei einem Sprung auf der Spine Ramp auf, und Roberts misslang ein Vorwärtssalto. Im zweiten Lauf fiel Sun erneut, und Roberts brach den ihren nach einem Fehler zu Beginn ab; die Rekordweltmeisterin konnte damit auch bei ihren zweiten Olympischen Spielen nicht gewinnen. Deng Yawen zeigte zwei fehlerfreie Vorstellungen, gewann die Goldmedaille und krönte damit den steilen Aufstieg der chinesischen Freestylerinnen seit 2022. Die weiteren Medaillen gingen an Perris Benegas und Natalya Diehm.

## Ergebnisse

### Qualifikation
Start: 30. Juli 2024, 13:25 Uhr
| Rang | Name                  | Nation             | Lauf 1 | Lauf 2 | Mittel | Anm. |
| ---- | --------------------- | ------------------ | ------ | ------ | ------ | ---- |
| 1    | Hannah Roberts        | Vereinigte Staaten | 91,80  | 91,10  | 91,45  | Q    |
| 2    | Deng Yawen            | China              | 90,36  | 91,70  | 91,03  | Q    |
| 3    | Sun Jiaqi             | China              | 88,00  | 87,66  | 87,83  | Q    |
| 4    | Perris Benegas        | Vereinigte Staaten | 86,20  | 84,68  | 85,44  | Q    |
| 5    | Iveta Miculyčová      | Tschechien         | 83,60  | 85,33  | 84,46  | Q    |
| 6    | Queensaray Villegas   | Kolumbien          | 81,60  | 87,25  | 84,42  | Q    |
| 7    | Macarena Pérez        | Chile              | 85,13  | 83,36  | 84,24  | Q    |
| 8    | Natalya Diehm         | Australien         | 81,66  | 86,12  | 83,89  | Q    |
| 9    | Laury Perez           | Frankreich         | 83,64  | 82,88  | 83,26  | Q    |
| 10   | Nikita Ducarroz       | Schweiz            | 79,04  | 80,53  | 79,78  |      |
| 11   | Charlotte Worthington | Großbritannien     | 79,20  | 78,82  | 79,01  |      |
| 12   | Lea Müller            | Deutschland        | 75,80  | 80,10  | 77,95  |      |

### Finale
Start: 31. Juli 2024, 13:10 Uhr
| Rang | Name                | Nation             | Lauf 1 | Lauf 2 |
| ---- | ------------------- | ------------------ | ------ | ------ |
| 1    | Deng Yawen          | China              | 92,50  | 92,60  |
| 2    | Perris Benegas      | Vereinigte Staaten | 83,40  | 90,70  |
| 3    | Natalya Diehm       | Australien         | 88,80  | 87,70  |
| 4    | Queensaray Villegas | Kolumbien          | 64,80  | 88,00  |
| 5    | Macarena Pérez      | Chile              | 83,80  | 84,55  |
| 6    | Iveta Miculyčová    | Tschechien         | 82,30  | 08,60  |
| 7    | Sun Jiaqi           | China              | 70,80  | 60,10  |
| 8    | Hannah Roberts      | Vereinigte Staaten | 70,00  | 05,42  |
| 9    | Laury Perez         | Frankreich         | 02,80  | 64,30  |